# Archidendron tenuiracemosum
Archidendron tenuiracemosum är en ärtväxtart som beskrevs av Ryozo Kanehira och Sumihiko Hatusima. Archidendron tenuiracemosum ingår i släktet Archidendron och familjen ärtväxter. Inga underarter finns listade i Catalogue of Life.